# Emil Siemeister
Emil Siemeister (* 1954 in Deutsch Kaltenbrunn, Burgenland) ist ein österreichischer bildender Künstler und Grafiker.

## Leben
Nach dem Abschluss seiner Schulausbildung erhielt Siemeister von 1968 bis 1971 seine künstlerische Grundausbildung im Fachbereich Graphik an der Kunstgewerbeschule Graz. Anschließend wechselte er nach Wien und absolvierte zunächst als Auditor an der Universität Wien Seminare und Vorlesungen in Ethnologie und Philosophie, bevor er von 1973 bis 1976 am Fachbereich Graphik an der Hochschule für angewandte Kunst in Wien sein Studium der Freien Graphik weiterführte. 1991 gründete er die Edition und den Verlag Aut.press.Aut., in welchem seine buchkünstlerischen Arbeiten in Kleinstauflagen publiziert werden. Seit 1994 war er verschiedentlich Lehrbeauftragter für Graphik und Zeichnung an der Hochschule der Künste Berlin, der Hochschule für Grafik und Buchkunst Leipzig, der Schule für Dichtung Wien und an der Technischen Universität Dortmund.

## Werk
Nach dem inaugurativen Manifest zur Verdrängung der Kunst durch eine Nähmaschine (1974) und dem zweiten Fest-Manifest (1975), deren Performances beide im Haus Nr. 69 in Deutsch Kaltenbrunn stattfanden, begann Siemeister seine breite künstlerische Arbeit, bei der er verschiedenste Medien und Ausdrucksformen benutzte.  Bereits seit den frühen achtziger Jahren beschäftigte er sich etwa mit dem künstlerischen Film (Video- und Super-8-Film), welche auch seine zahlreichen Körperaufführungen bzw. Performances, auch mit anderen Künstlern, wie etwa mit Christian Ide Hintze, dokumentierten. Im Jahre 2001 wirkte er mit seinem künstlerischen Beitrag Einsagevortrag mit Lautzuspielung zu Sim-sa-la-Bim an der Eröffnung des Museums Sammlung Prinzhorn in Heidelberg mit.
Die Buchkunst stellt für Siemeister ein zentrales Medium und Verfahren seiner künstlerischen Arbeit dar: So fertigte er seit 1988 zahlreiche Künstlerbücher an, die in ihrer medialen und graphischen Mannigfaltigkeit mit der evokativen Kraft der Sprachmagie und des Sprachbildes arbeiten und sich heute in zahlreichen öffentlichen Sammlungen befinden. Neben der Beschäftigung mit der Sprachmantik  steht in Siemeisters Büchern immer wieder die Verbildlichung der Prozesshaftigkeit des Zeichnens und der Körperaufführung im Vordergrund, die vor allem, durch Anweisungen, technische Zeichnungen und durch den oftmaligen Wechsel des Trägermediums der Zeichnungen im Künstlerbuch, in seiner Geltung unterstrichen wird.
Darüber hinaus verband Siemeister in seinen Ausstellungen und Körperaufführungen verschiedenste künstlerischen Medien und verließ des Öfteren das altbewährte Terrain graphischer Materialästhetik: So beschäftigte sich Emil Siemeister etwa mit der Installation kompletter Raumatmosphären durch Fotoplatten (Projekt Helle Kammer, Galerie Marianne Grob), oder mit der Erstellung eines Zeichnungszyklus auf Nylon (Medium Exzenter Andrew Kennedy, Pfalzgalerie, Städtisches Museum Kaiserslautern) und präsentierte in der 2006 unter dem Titel Spagyrik 2. Schweben der Fallen durchgeführten Retrospektivausstellung im Museum für Gegenwartskunst im Benediktinerstift Admont, neben klassische Verfahren des graphischen Arbeitens, sein künstlerisches Werk unter Zuhilfenahme von großformatigen bedruckten Kunststoffbahnen, durchleuchteten Fotoplatten und dreidimensionalen Kugelschreiberzeichnungen auf Nylon. In den Jahren 2010 und 2011 entwickelte er seine Arbeit auf Nylon weiter und leistete ausgehend von seinen Nylonzeichnungen einen Beitrag in der künstlerischen Exploration des „Phänomens des Eindrückens und Ausdrückens“ (Ausst.Kat. es atmet mich, Oratorium Marianum, Universität Wrocław), in dem er aus der Fläche des Nylonbildträgers dreidimensionale Figurationen herausbildete oder applizierte.
Siemeister widmet sich auch der künstlerischen Einbandgestaltung von Ausstellungskatalogen (Sammlung Prinzhorn) und Büchern. Im Jahre 2004 gestaltete er die Festschrift für den Zürcher Kunsthistoriker Peter Cornelius Claussen (Opus Tesselatum. Festschrift für Peter Cornelius Claussen Georg Olms Verlag 2004).
Sein künstlerisches Werk befindet sich in zahlreichen öffentlichen Sammlungen und Bibliotheken:  u. a. in der Herzog August Bibliothek Wolfenbüttel, in der Kunstbibliothek, Sammlung Buch- und Plakatkunst der Staatlichen Museen zu Berlin, im Kupferstichkabinett der Hamburger Kunsthalle, in der Herzogin Anna Amalia Bibliothek, Weimar, im Universalmuseum Joanneum, Graz, in der Bayerischen Staatsbibliothek, München, in der Österreichischen Nationalbibliothek, Wien, in der Württembergischen Landesbibliothek, Stuttgart, in der Sächsischen Staatsbibliothek, Dresden, im Museum für Gegenwartskunst, Stift Admont, im Städel, Frankfurt, im Deutschen Buch- und Schriftmuseum Leipzig und im Tiroler Landesmuseum Ferdinandeum, Innsbruck.

## Eigenständige Ausstellungen (Auswahl)
- 2013: Von der zeichnerischen und methodischen Deklinierung der Bücher, Kunstbibliothek, Staatliche Museen zu Berlin
- 2012: Sein und Schein in Buchgestalt, Herzog August Bibliothek, Wolfenbüttel
- 2011: Medium Exzenter Andrew Kennedy, Museum Pfalzgalerie, Kaiserslautern
- 2010: Graphik & Zeichnung, Oratorium Marianum, Universität Wrocław
- 2010: Zeichnungen und ein Spieler, Városi Müvészeti Múzeum, Győr
- 2007: Bücher & Hefte, Tiroler Landesmuseum Ferdinandeum, Innsbruck
- 2006: Schweben der Fallen. Spagyrik 2, Museum für Gegenwartskunst, Stift Admont
- 2005: Chorea, Kunsthalle Wiel (Schweiz)
- 2003: Chematische Bilder, Hessisches Landesmuseum, Darmstadt
- 2002: Schleuderchor, Artothek, Stuttgart
- 2001: Bücher & Hefte, Kunstbibliothek, Staatliche Museen zu Berlin
- 2001: Monomanische Gesänge, Städtische Museen Jena
- 1986: Sim-sa-la-bim, Kunstverein Heidelberg